# Charles Bukowski
Henry Charles Bukowski (født 16. august 1920, død 9. marts 1994) var en af efterkrigstidens mest indflydelsesrige forfattere i USA. Han skrev både lyrik og prosa og blev kendt for sin særlige, direkte skrivestil, der forener et råt billedsprog med en poetisk tone og befriende sort humor. Han betegnes ofte som kultforfatter og nævnes som inspirationskilde for en del nutidige forfattere.
I sine tekster, der er hudløst ærlige og indimellem nærmest frastødende, beskæftiger Bukowski sig især med den hvide underklasse - ofte med udgangspunkt i Los Angeles, hvor han selv var fra. Bukowskis opvækst var præget af en voldelig far og et barskt skolemiljø, og allerede i en tidlig alder søgte Bukowski tilflugt i alkoholen og litteraturen. Vold, alkohol, sex og desperation spiller en væsentlig rolle i forfatterskabet, der inkluderer de fem semibiografiske romaner Ekstrabudene (1971), Alt forefaldende arbejde (1975), Kvinder (1978), Med det hele … (1982) og Hollywood (1989), der betragtes som hans hovedværker. I de fem romaner følger man Bukowskis alterego Henry "Hank" Chinaski og hans forsøg på at kombinere rollerne som henholdsvis hårdt prøvet drukkenbolt og kæmpende og ludfattig digter.
Alt forefaldende arbejde og Hollywood er blevet til filmatiseringer med henholdsvis Matt Dillon og Mickey Rourke i hovedrollen som Hank Chinaski.

## Galleri
- Charles Bukowskis fødested, Aktienstrasse, Andernach
- Mindeplade ved Charles Bukowskis fødested i Andernach.
- En tegning af Charles Bukowski.
- 5124 DeLongpre Avenue, Los Angeles, Charles Bukowskis bopæl 1963-1972.
- Charles Bukowskis grav, Green Hills Memorial Park i Los Angeles.